# Distretto di Khenj
Il distretto di Khenj è un distretto dell'Afghanistan appartenente alla provincia del Panjshir.